# Order Gwiazdy Oceanii
Order Gwiazdy Oceanii (ang. Order of the Star of Oceania) – najwyższe odznaczenie Królestwa Hawajów nadawane w latach 1886–1898. Przyznawany był za wybitne zasługi we wprowadzaniu planu króla Kalākauy dotyczącego konfederacji narodów Polinezji oraz wysp Oceanu Spokojnego i Oceanu Indyjskiego. Order podzielono go na pięć standardowych klas oraz dwa medale.